# Granát Turnov

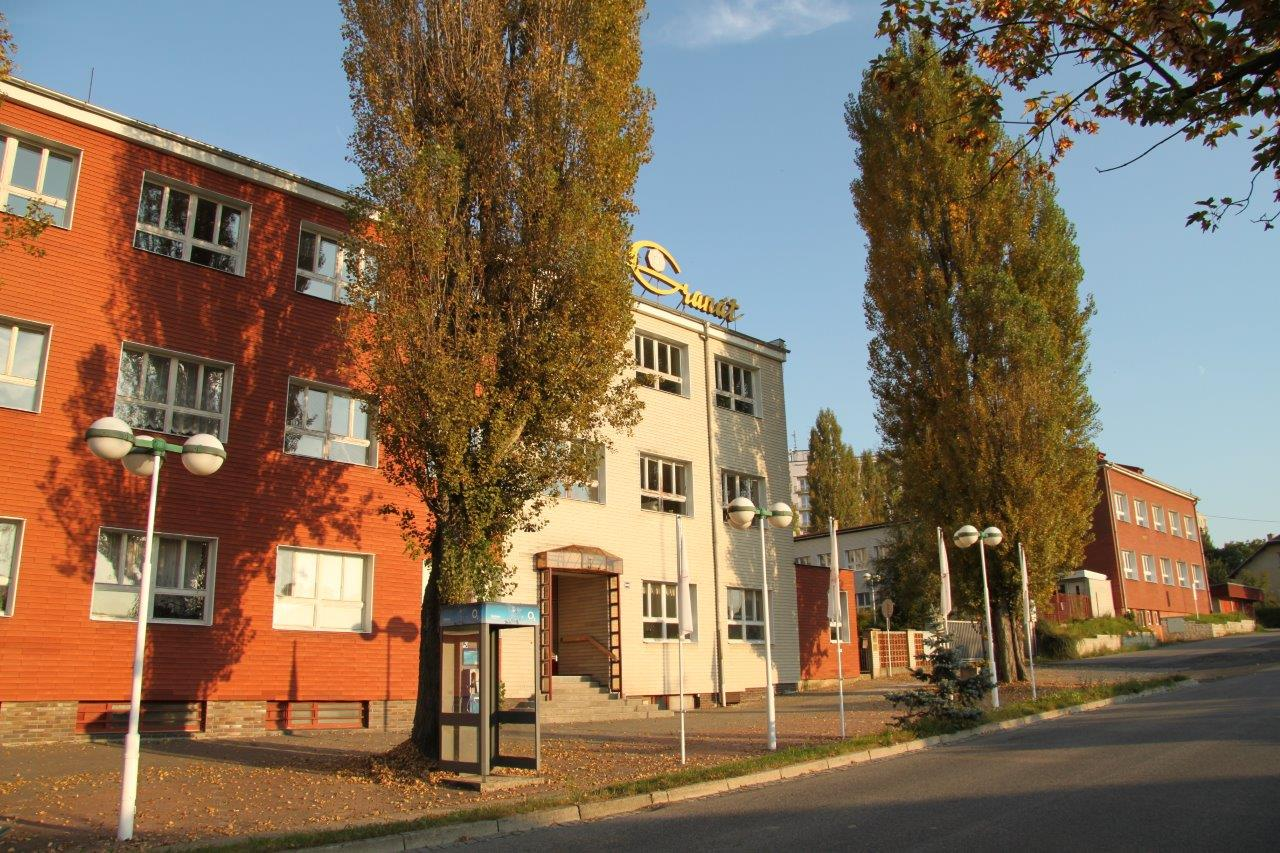
Hlavní budova Granátu v Turnově

Granát, družstvo umělecké výroby Turnov je česká šperkařská firma se sídlem v Turnově. Družstvo je největším výrobcem šperků s české granáty (tzn. pyropy). Je vlastníkem práva těžby českých granátů, které těží v povrchovém dolu u Podsedic.
Ukázku ručního broušení českých granátů a ruční výroby šperků družstvo prezentuje ve své Galerii Granát, umístěné v prvním patře nad podnikovou prodejnou na turnovském náměstí. V galerii se také konají výstavy obrazů, fotografií a další společenské akce.

## Historie družstva
Na Turnovsku se zpracováním českých granátů zabývala tři družstva: PRECIOUS, GRANÁT a SOLUNA. Nejstarší z nich bylo lidové družstvo brusičů drahokamů PRECIOUS, založené v Lidovém domě v Turnově roku 1922. Družstvo sestávalo z  domácích dělníků a pro své ústředí mělo pronajaté podkroví v domě č. p. 54 v Turnově. Roku 1953 změnilo název na:  „PRECIOUS“ broušení drahokamů, lidové družstvo v Turnově. V letech 1958 – 1961 byla postavena výrobní a administrativní budova družstva na Výšince a roku 1961 na společné schůzi s družstvem GRANÁT v turnovské Sokolovně bylo rozhodnuto o sloučení pod novým názvem GRANÁT Turnov. Pražské družstvo zlatníků  SOLUNA mělo v Turnově řadu členů, kteří se zabývali převážně výrobou granátových šperků. Po reorganizaci v roce 1952 družstvo SOLUNA s podnikáním na turnovsku skončilo a nově vzniklý subjekt, osamostnatněné družstvo granátové výroby bylo převedeno na Lidové družstvo GRANÁT v lednu 1953. Roku 1953 zároveň vznikl Podnik zahraničního obchodu ARTIA který zajistil Granátu vývozní kontakty.

### 1953–1963

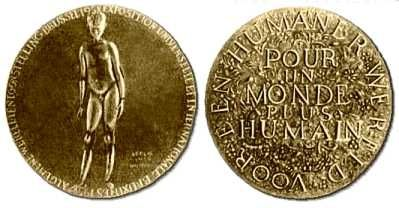
Grand Prix Brusel 1958

Po skončení 2. světové války se zlatníci z Turnovska připojili k zlatníkům z okolí Prahy a vstoupili do nově založeného družstva Soluna. Zde však byla výroba šperků s českými granáty vedlejší. Snaha o osamostatnění granátové výroby byla iniciována v létě 1952 zlatníky z turnovské pobočky Soluny. 18. listopadu 1952 byla do nově vzniklého družstva převedena granátnická výroba včetně zařízení a 127 zlatníků. Do prvního představenstva družstva byli zvoleni: Předseda Josef Vávra, místopředseda Karel Zakouřil a členové: Ladislav Bažant, Josef Dlouhý, Bohuslav Cvrček, Vlasta Oplová. Na základě živnostenského listu bylo dokončeno ustavení družstva GRANÁT, lidové družstvo zlatníků, zapsané společenstvo s ručením obmezeným v Turnově k datu: 9. ledna 1953. Od 1. září 1954 se výroba rozšířila o výrobu šperků ve zlatě. Nabídkový katalog granátových šperků se skládal ze vzorů všech bývalých výrobců granátových šperků. V roce 1955 zahájilo družstvo inovaci svých vzorů. Z návrhové soutěže členů vzniklo 70 nových vzorů. V červnu 1955 představenstvo družstva projednalo stavbu plánovaného podniku Na Výšince. Výstavba začala na jaře 1957, generálním dodavatelem bylo družstvo STAVBA Kladno a hodnota plánované investice byla přes 3 mil Kčs. Ve spolupráci s uměleckoprůmyslovými školami připravilo družstvo kolekci exkluzivních šperků pro světovou výstavu EXPO 1957 v Bruselu. Za vystavenou kolekci získalo družstvo Granát nejvyšší ocenění – GRAND PRIX Brusel 1958. Počet pracovníků družstva v roce 1958 již přesáhl 300 členů. V roce 1960 byla dokončena dostavba budov a výroba byla převedena do nových prostor Na Výšince. V roce 1961 došlo ke sloučení družstev Precious (družstvo brusičů) a Granát. Nový název sjednocených družstev zněl: Granát, lidové družstvo brusičů drahokamů a zlatníků, Turnov – Výšinka. Do nového představenstva byli zvoleni za předsedu Ladislav Bažant (Granát) a místopředsedou Bohumil Kalina (Precious). Ke konci roku 1961 vzniká první prodejna GRANÁT na náměstí v Turnově.

### 1963–1973

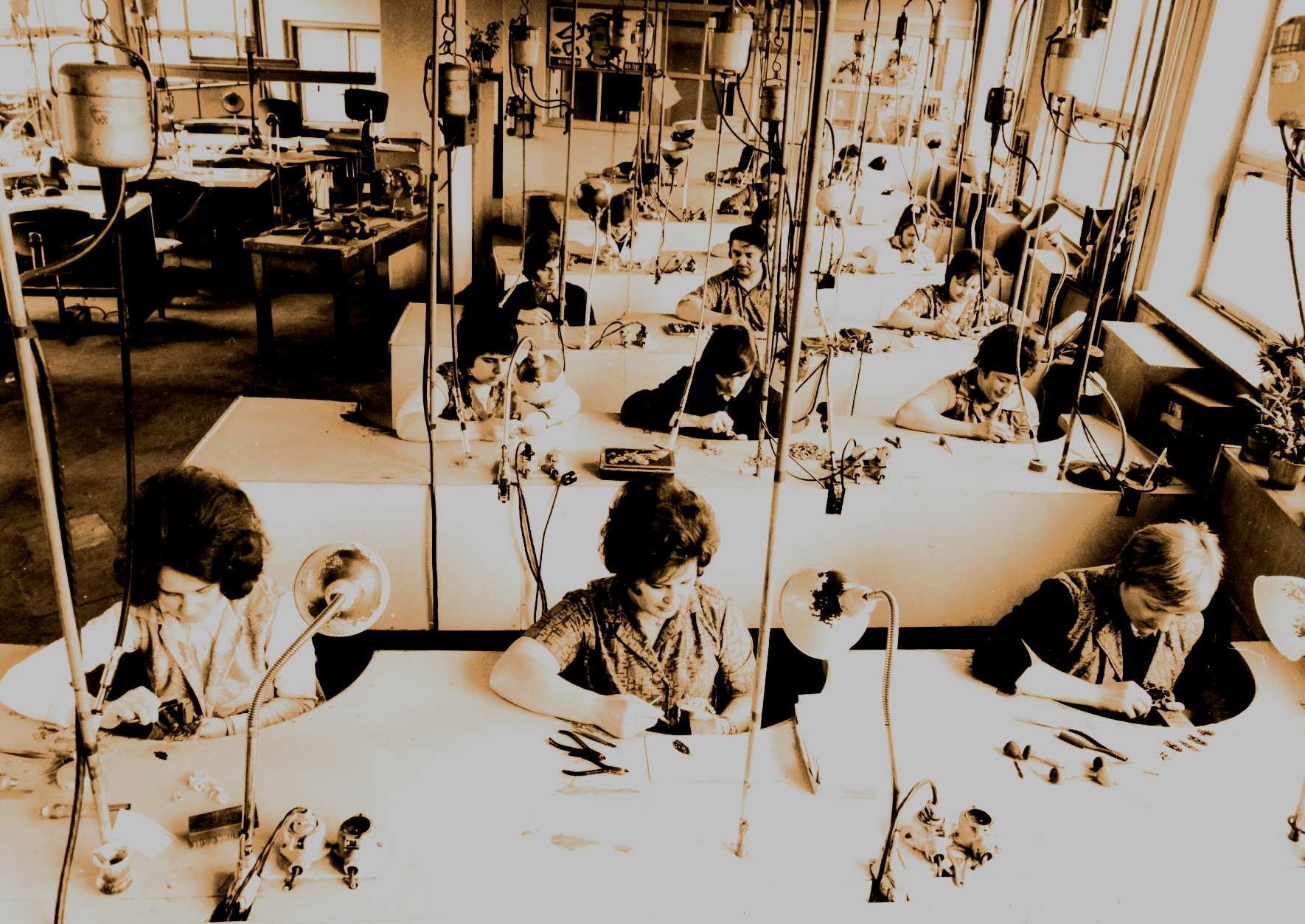
Zasazování kamenů do šperku

V roce 1963 pracovalo v družstvu 415 zaměstnanců, z toho 60 % tvořily ženy. Družstvo se angažovalo na výstavbě nové mateřské školky a jeslí. Bylo založeno vlastní učňovské středisko pro obory Zlatník – klenotník a Brusič šperkového a technického kamene. V červnu 1963 byl technolog družstva Jaromír Franců poslán se zástupci PZO Artia do Indie za účelem problematiky nákupu almandinů. Během roku 1964 byly z NSR dovezeny moderní leštící stroje. V roce 1965 čítalo družstvo již 495 členů. Díky exportu bylo finančně velmi dobře zajištěno. Pro rekreaci členů družstva byl zakoupen v září 1965 dřevěný domek v Horním Polubném. Přestavba domku na rekreační chatu trvala celkem 3 roky. Družstvo bylo v roce 1966 přejmenováno na stávající název:
Granát, družstvo umělecké výroby, Turnov
Rok 1968 a společenskopolitické změny se projevily i na chodu družstva. Koncem roku 1968 bylo rozhodnuto o zakoupení prvního licího zařízení v družstvu od firmy Lindner ze SRN. S odléváním se začalo v listopadu 1969. Zájem o granátové šperky byl vysoký, rostly tržby z exportu i maloobchodního prodeje. Broušení drahokamů se postupně stalo přímo závislým na výrobě granátových šperků, stav brusičů se snížil z původních 150 na 75 na úkor zvyšování stavu lidí na granátové výrobě. V roce 1970 mělo již družstvo 565 zaměstnanců a zároveň členů družstva. Do čela družstva byl zvolen Vladimír Kos, místopředsedou se stal Dobroslav Liška. Výroční členskou schůzí v roce 1970 byla ukončena jedna etapa vývoje družstva. Tuto etapu lze charakterizovat jako etapu budování, technizace a konsolidace družstva. Vážným problémem začal být nedostatek granátové suroviny, dodávané Rudnými doly Cínovec. V roce 1972 byla instalována nová linka na broušení tvarových kamenů.

### 1973–1983

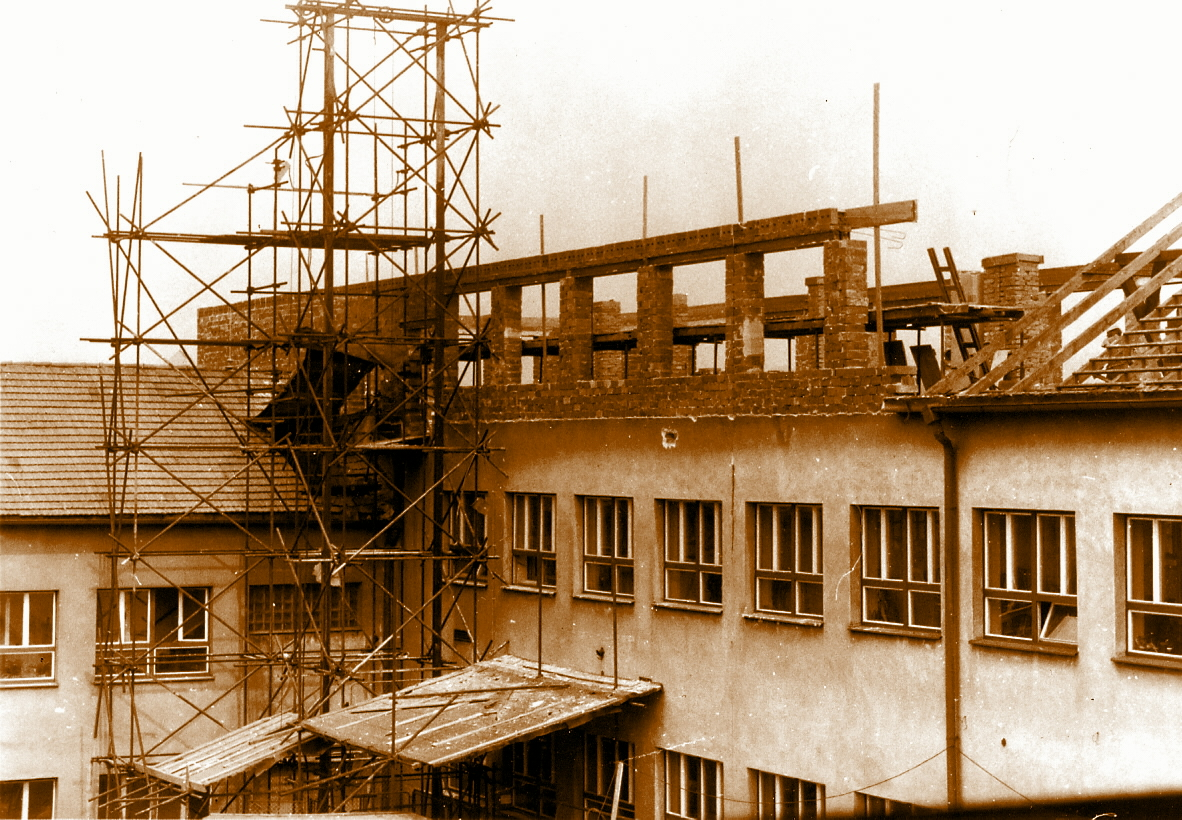
Stavba patra hlavní budovy

V roce 1973 byla družstvu přidělena ochranná známka pro granátové šperky pod názvem Český granát a označení původu Český granátový šperk. Zkoušela se první náhradní výroba – odlévání stříbrných šperků s přírodními neprůhlednými kameny. V roce 1974 se stal předsedou družstva opět Vladimír Kos, místopředsedou Miloslav Frydrych.
Byly vybudovány dílny praktického vyučování zlatníků, rozšíření tavírny a postavení nové provozovny brusičům drahokamů v Rovensku p. Troskami. Do zlatých šperků se začaly ve větší míře zasazovat přírodní průhledné kameny. V roce 1975 se technické vybavení rozšířilo o puncovací stroj pro puncování všech šperků. Tavírna byla rozšířena o další tavicí pec.
Do družstva nastoupil geolog RNDr. I. Turnovec s cílem prověření ložisek netradičních drahokamů. V družstvu byla vytvořena těžební skupina pro průzkum a těžbu malých lokalit.
Průmyslově však bylo možné těžit jen český granát, vltavíny a olivíny.
Družstvo vzneslo požadavek na geologický průzkum granátů v oblasti Podsedice, Měřunice a Třebívlice. Byly vzorovány šperky s jantary a olivíny.
V letech 1974–75 byla do družstva dodána první výpočetní technika – počítače řady JPR. Bylo vytvořeno provizorní výpočetní středisko.
V roce 1978 byl zvolen předsedou družstva František Koníček, místopředsedou Miloslav Frydrych. V tomto roce došlo na Turnovsku k velkým záplavám, které výrazně poškodily několik provozoven družstva, nacházejících se v centru Turnova. V roce 1979 byla v SRN zakoupena plnoautomatická galvanická linka. V roce 1980 byla dokončena dostavba tavírny a celého objektu podniku. Budovy družstva byly navýšeny o jedno nadzemní podlaží. Na export se omezeně vyráběly Au granátové šperky o ryzosti 75O/OOO.
V roce 1981 vznikla Komplexní racionalizační brigáda České granáty pro zajištění a kompletního využití granátové suroviny. V roce 1981 a 1982 proběhla další šperkařská sympozia.

### 1983–1993

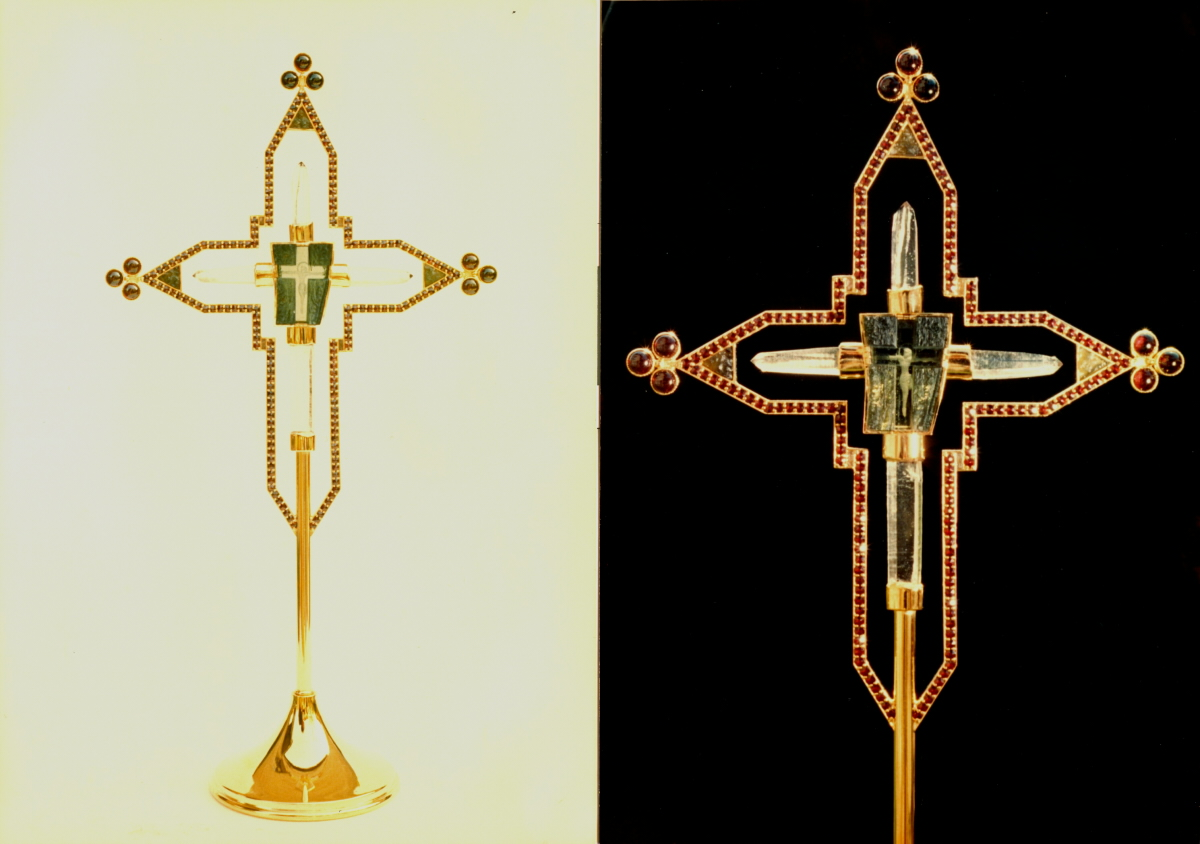
Stříbrný kříž s českými granáty pro papeže Jana Pavla II.

V roce 1983 došlo k podstatnému snížení dodávek drahých kovů ze strany státních orgánů a to zhruba na 45% požadované bilance u Ag. Ze strany PZO Artia nebyly pokryty exportní objednávky, náhradním odběratelem se stal PZO Tuzex, který kompenzoval výrobu pro export. Geolog Jiří Skrbek upozornil na značné zásoby českých granátů na Trutnovsku u obce Dolní Olešnice – Vestřev. V roce 1984 se uskutečnilo sympozium s cílem výtvarné inovace granátových šperků.
II. symposium výtvarníků pod názvem Český granátový šperk proběhlo v roce 1986. Vážným problémem byl nedostatek granátové suroviny, pro rok 1985 nedošlo k dohodě s Rudnými Doly Cínovec o výši dodávek českých granátů. Družstvo obdrželo za své nové vzory ocenění Nejlepší družstevní výrobek a exportní ocenění CID. Přepočtený počet pracovníků dosáhl 572 členů, o tři roky později, v roce 1987, už 725 členů. Na výroční schůzi v březnu 1986 byl předsedou družstva zvolen Zdeněk Válek, místopředsedou Miloslav Frydrych.
Nepodařilo se zastavit propady ve výrobě pro export. Proto byla zajišťována náhradní výroba stříbrných klasických šperků, výroba titanových šperků, šperků se syntetickými kameny a výroba komponentů pro podnik Tesla Holešovice. Na výroční schůzi 1988 a následně zaznívá nespokojenost s vedením a stavem provozoven, proběhlo hlasování o důvěře voleným orgánům družstva. Na přelomu roku 1989 a 1990 došlo k radikálním změnám ve společnosti i v družstvu. Mimořádná členská schůze zvolila v březnu 1990 předsedou družstva dosavadního ekonoma Zdeňka Hlubučka a místopředsedkyni Libuši Adamičkovou. K příležitosti historicky první návštěvy papeže Jana Pavla II. zaměstnanci družstva pod vedením pracovníků vývoje vytvořili velký stříbrný kříž s českými granáty, vltavínem a křišťály. Porevoluční vývoj a nové zákony se dotkly celého dalšího směřování družstva. V roce 1991 se uskutečnilo III. Šperkařské sympozium.

### 1993–2003

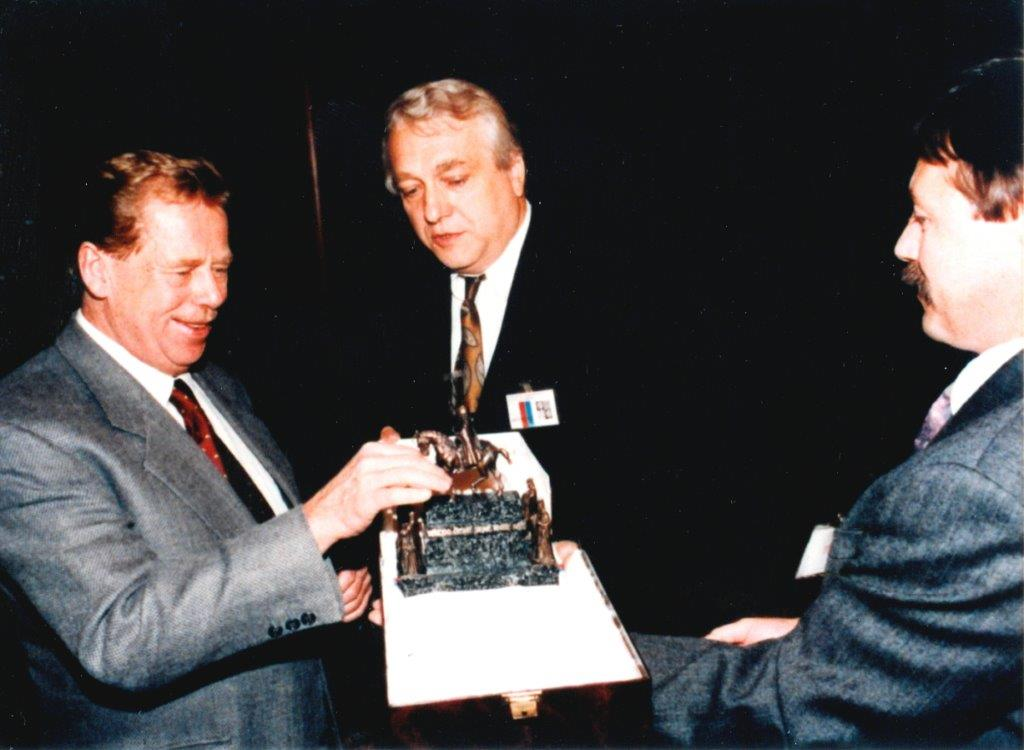
Předávání kopie jezdecké sochy sv. Václava prezidentu republiky Václavu Havlovi

V roce 1992 byl přijat zákon o transformaci družstev, který řešil mimo jiné majetkové poměry mezi družstvem a členy, zavedl vypořádací podíly. V důsledku nenavyšování nedělitelného fondu se stoupajícím ziskem se družstvo nevyvarovalo budoucích finančních potíží. Dlouhotrvající snaha o stálý přísun granátové suroviny byla završena v roce 1993 pronajmutím a následně odkoupením povrchového dolu Podsedice na Litoměřicku a otevřením vlastní těžby na ložisku Vestřev na Trutnovsku. Bylo zřízeno třídění suroviny přímo v družstvu a zavedeny nové technologické postupy třídění. Zlatnická výroba byla obohacena o juvelovou techniku a odlévaný abdek, tvorba nových vzorů vstřebává nové trendy.
Odlivem pracovníků do soukromé sféry, zvýšením konkurence a dalšími vlivy klesl prodej na export i na tuzemském trhu. Zkoušela se spolupráce s USA i náhradní výroba kovových uměleckých předmětů.
V září 1995 se uskutečnila návštěva předsedy družstva Z. Hlubučka u prezidenta republiky Václava Havla na Pražském hradě. Byl předán dar v podobě kopie jezdecké sochy sv. Václava. Některé prostory mimo hlavní závod byly v restituci vráceny původním majitelům a musely být vyklizeny.
Z tohoto důvodu byla v roce 1996 v Lomnici nad Popelkou dosavadní provozovna převedena do nového, kompletně zrekonstruovaného objektu. Zároveň byla v objektu otevřena nová prodejna. Ve vleklém sporu družstvo přišlo o i chatu v Horním Polubném.
Budovy družstva byly na konci milénia zatepleny, došlo k vnějším úpravám, přístavbě "krčku" a logistickému uspořádání a sestěhování provozoven.
Družstvo již mělo 8 vlastních prodejen: v Turnově, Praze, Českém Krumlově, Českých Budějovicích, Liberci, Lomnici nad Popelkou. V listopadu 2000 navštívil družstvo Václav Klaus, předseda PSP ČR. V srpnu 2002 postihla Čechy a Prahu potopa. Tato katastrofa se projevila na propadu tržeb. Kromě běžné výroby vytvořili pracovníci družstva i jedinečné umělecké předměty a ceny – ocenění pro anketu Český slavík, dary pro státní návštěvy, rektorské insignie.

### 2003–2012

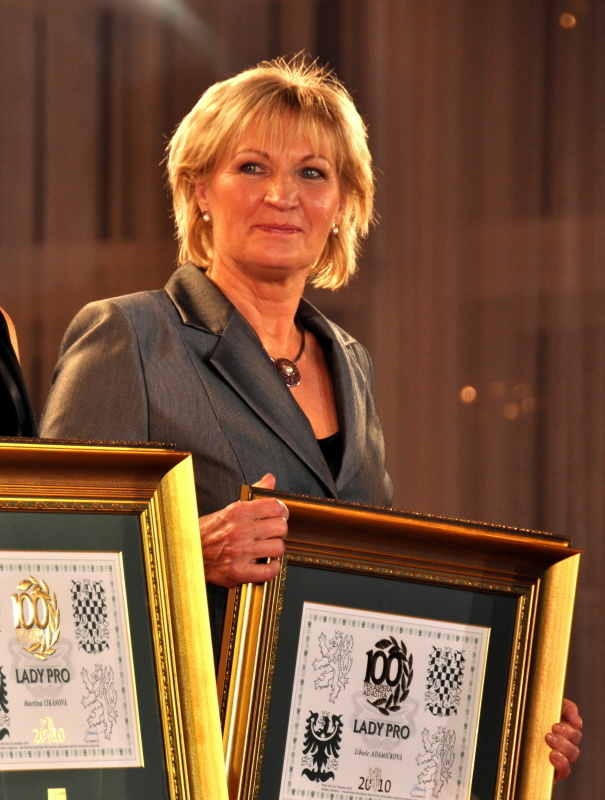
Předsedkyně představenstva družstva Libuše Adamičková – nositelka čestného titulu Lady Pro 2010

Družstvo vstoupilo do 21. století úspěšným rozvíjením dalších aktivit. Družstvo se zúčastňuje mezinárodní výstavy HODINY & KLENOTY a designéři získávali pravidelně ocenění v soutěžích "Design VD" nebo „Šperk roku“. Družstvo se stalo držitelem titulu Rodinné stříbro a úspěšně reprezentovalo na celosvětových výstavách EXPO 2005 a 2010 v Aichi v Japonsku a v čínské Šanghaji. Družstvo se stalo dodavatelem Úřadu vlády ČR, kanceláře PSP České republiky a Správy pražského hradu a je výrobcem mnoha významných cen, např. ke Dni české státnosti, plakety předsedy vlády ČR, soutěž Mluvčí roku, Český slavík a další. Zlatníci družstva se podíleli na rekonstrukci a výrobě insignií pro ČZÚ v Praze a další významné subjekty v České republice. V roce 2003 byly všechny objekty družstva propojeny počítačovou sítí a postupně došlo k modernizaci IT technologií. Na výroční schůzi v květnu 2006 byl předsedou družstva zvolen Václav Kolombo a místopředsedkyní Libuše Adamičková.
V letech 2007–2011 byl zaveden moderní informační systém a bylo pořízeno pracoviště pro návrh designu šperků pomocí 3D technologií.
V květnu 2009 zemřel předseda družstva Václav Kolombo. Mimořádná členská schůze zvolila předsedou družstva dosavadní místopředsedkyni Libuši Adamičkovou. Místopředsedou se stal Miloslav Šorejs. Předsedkyně představenstva družstva Libuše Adamičková se stala nositelkou prestižního čestného titulu Lady Pro 2010.
Na výroční členské schůzi družstva v dubnu 2011 byl za předsedu družstva zvolen Miloslav Šorejs, za místopředsedkyni Václava Tomešová.

## Předsedové družstva
| Josef Vávra       |  | 1953–1954 |
| Ladislav Bažant   |  | 1954–1970 |
| Vladimír Kos      |  | 1970–1978 |
| František Koníček |  | 1978–1986 |
| Zdeněk Válek      |  | 1986–1990 |
| Zdeněk Hlubuček   |  | 1990–2006 |
| Václav Kolombo    |  | 2006–2009 |
| Libuše Adamičková |  | 2009–2011 |
| Miloslav Šorejs   |  | 2011–2016 |
| Pavel Tvrzník     |  | od 2016   |